# Francisco Antonio Pinto Díaz
Francisco Antonio Pinto Díaz (ur. 23 lipca 1785 w Santiago, zm. 18 lipca 1858 tamże) – chilijski polityk. W latach 1827–1829 sprawował funkcję prezydenta Chile.

## Życiorys
Urodził się w Santiago. Był synem Joaquín Pinto i Mercedes Díaz de la Puente. Ukończył najlepszą szkołę w kraju Convictorio Carolino
i został studentem wydziału prawa.
W młodości poświęcił się commerce. Zgodnie z normami społecznymi czasu, został również oficerem milicji "Regimiento del Rey"Pułku (King's). W roku 1810, w Limie, dowiedział się o powstawaniu Junty rządu Królestwa i natychmiast powrócił do kraju, gdzie został oskarżony o udział w misji dyplomatycznej w Buenos Aires. Wysłany do Anglii, a następnie do innych krajów europejskich, z zadaniem zbierania poparcia dla ruchu niepodległościowego. Powrócił na wieść o klęsce armii chilijskiej w Bitwie pod Rancaguą i odzyskaniu Chile przez wojska hiszpańskie. Po powrocie wyjechał do Argentyny, gdzie współpracował przy tworzeniu nowej armii.
Pinto był żonaty z Luisą Garmendia Aldurralde z którą miał dwoje dzieci, Aníbala Pinto, Który został prezydentem Chile i Enriqueta Pinto, Przyszłą żonę prezydenta Manuel Bulnes. Jego wnukowie José Miguel Carrera i Ignacio Carrera Pinto, stali się bohaterami wojny o Pacyfik.

## Kariera polityczna
W 1820 roku wrócił do Chile. Następnie został wysłany przez Bernardo O’Higginsa do Peru, aby pomóc w odzyskaniu niepodległości tego kraju. W 1824 roku został wybrany na Ministra Spraw Zagranicznych i rządu, A w 1825 na intendenta z Coquimbo.
W 1827 r. z powodu rezygnacji Agustína Eyzaguirre Generał Ramón Freire został wybrany na prezydenta, a on został wybrany na wiceprezydenta. Kiedy Freire podał się do dymisji 5 maja 1827, gen. Pinto objął stanowisko prezydenta. Jako prezydent brał też udział w pracach nad Konstytucją w 1828 roku.
W wyniku nowych wyborów prezydenckich, został powołany na prezydenta w maju 1829. Pinto był wyraźnym zwycięzcą spośród 9 kandydatów. Otrzymał 118 głosów elektorskich (29,06%) i został wybrany 19 października. Niemniej jednak, początek wojny domowej w kraju był tylko kwestią czasu.
Podczas wyborów wiceprezydenckich doszło do zamachu stanu, Francisco Ruiz-Tagle który zdobył 98 głosów elektorskich i (24,13%), i drugi w kolejności, Generał José Joaquín Prieto, który otrzymał 61 głosów i (15,02%). Kongres kontrolowany przez liberałów któremu przewodniczył Francisco Ramón Vicuña. Twierdząc, że kandydat na wiceprezydenta nie miał większości, dokonano wyboru Joaquína Wikunii, mimo że dostał tylko 48 głosów elektorskich (11,82%). Wybory stały się pretekstem potrzebnym konserwatystom do buntu.
Pinto zrezygnował z prezydentury 2 listopada (mniej niż 2 tygodnie od jego ogłoszenia), po odejściu z urzędu wycofał się z życia publicznego. Wszystkie jego kompetencje zostały przejęte przez Prezesa Kongresu, Francisco Ramóna Vicuñę.

## Gabinet
Pinto wrócił do życia publicznego w 1841 roku, jako kongresmen. Partia Liberalna ogłosiła go jako kandydata na prezydenta Chile w wyborach prezydenckich w 1841, W opozycji do generała Manuel Bulnes, którego ostatecznie wybrano. Nie brał udziału w kampanii w dowolnej postaci aktywnej. Mimo to został wybrany na zastępcę do La Serena i prezesa izby, na 30 maja 1843. W 1846 roku został wybrany senatorem i stał się członkiem komisji stałych wojny i marynarki. 
W dniu 5 lipca 1847 roku został wybrany na przewodniczącego Senatu. Ponownie wybrany jako senator w 1855 roku. Pinto zmarł w Santiago w wieku 72 lat, na 3 lata, przed końcem jego kadencji senatorskiej.